# Marc Llinares
Marc Llinares Barragán (Barcelona, 26 de agosto de 1999) es un futbolista español que juega como lateral izquierdo y forma parte de la plantilla del Club Atlético Osasuna "B" de la Primera División RFEF, cedido por el Albacete Balompié. 

## Trayectoria
Se formó en la cantera del fútbol base del RCD Espanyol, Villarreal CF y Club de Fútbol Damm. 
En la temporada 2018-19, firma por el RCD Mallorca B de la Tercera División de España.
El 31 de enero de 2020, tras temporada y media en el conjunto balear, firma por el Algeciras CF de la Segunda División B de España, donde disputa 3 partidos, antes de la suspensión de la liga por la pandemia.
En la temporada 2020-21, disputa 24 partidos de liga en los que anota tres goles. Además, disputaría la final de la eliminatoria de ascenso a la Segunda División de España, tras caer en la final frente a la Real Sociedad B.
El 18 de junio de 2021, firma por el Albacete Balompié de la Primera División RFEF por tres temporadas.
El 11 de junio de 2022, el Albacete Balompié lograría el ascenso a la Segunda División de España, tras vencer en la final de la eliminatoria por el ascenso al Real Club Deportivo de La Coruña por un gol a dos en el Estadio de Riazor. Durante la temporada 2021-22, participaría en 19 partidos de liga y dos encuentros de Copa del Rey.
El 25 de agosto de 2022, firma por el Club Atlético Osasuna "B" de la Primera División RFEF, cedido por el Albacete Balompié.

## Clubes
| Club                               | País   | Año       |
| ---------------------------------- | ------ | --------- |
| Real Club Deportivo Mallorca "B"   | España | 2018-2020 |
| Algeciras Club de Fútbol           | España | 2020-2021 |
| Albacete Balompié                  | España | 2021-act. |
| Club Atlético Osasuna "B" (cedido) | España | 2022-act. |